# Ripping Corpse
A Ripping Corpse egy 1987-től 1995-ig működött amerikai death/thrash metal zenekar volt. Az együttes tagjai Shaune Kelley, Brandon Thomas, Scott Hornick, Scott Ruth, Erik Rutan és Dave Bizzigotti voltak.
1987-ben alakultak meg a New Jersey állambeli Red Bank-ben. Nevüket a népszerű német thrash metal zenekar, a Kreator egyik daláról kapták. Pályafutásuk kezdetén még csak demólemezeket jelentettek meg, 1991-ben dobták piacra első és egyetlen stúdióalbumukat. Dalaik fő témái a horror témájú események voltak, de H.P. Lovecraft műveiből is ihletet merítettek a szövegeik írásakor. Erik Rutan 1993-ban elhagyta a Ripping Corpse-ot, hogy belépjen a népszerű Morbid Angel death metal zenekarba. Ugyanebben az évben Scott Hornick is kilépett a zenekarból. A megmaradt tagok később új zenekarokat alapítottak Dim Mak és Alas néven. A Ripping Corpse számaira jellemző volt a gyorsaság. Zenei hatásukként a népszerű Slayer és Death együtteseket jelölték meg.  A Ripping Corpse 1995-ben feloszlott.

## Diszkográfia

### Stúdióalbumok
- Dreaming with the Dead (1991)